# FC 인포넷 탈린
FC 인포넷 탈린(에스토니아어: FC Infonet Tallinn)은 탈린을 연고로 하는 에스토니아의 축구 클럽이다. 현재는 에스토니아의 3부 리그인 에실리가 B에 참가하고 있다.
인포넷 탈린은 2002년 창단해서 2013년에 처음으로 1부 리그에 진출하였고 2016년 시즌에는 메이스트릴리가 첫 우승까지 하였다. 하지만 2017년에 구단이 레바디아와 합병되면서 1군 팀은 해체되었지만 2군 팀은 여전히 클럽에 소속되어 에스토니아의 4부 리그인 2.리가에 참가하며 클럽의 이름과 역사를 계속해서 계승해나가고 있다.

## 성적
- 메이스트릴리가 우승 1회 (2016)
- 에실리가 우승 1회 (2012), 준우승 1회 (2011)
- 에스토니아 컵 우승 1회 (2016-17)
- 에스토니아 슈퍼컵 우승 1회 (2017)

## 선수 명단

### 역대
- 블라디미르 보스코보이니코브(2016 ~ 2017)